# Gōzō Yoshimasu
Gōzō Yoshimasu (吉増 剛造, Yoshimasu Gōzō) est un poète et photographe japonais, né en 1939 à Asagaya, ville de l'arrondissement spécial de Suginami, préfecture de Tokyo.

## Publications
Traductions françaises
- 2013 (décembre), Draps d'Ishikari, traduit et postfacé par Makiko Andro-Ueda et Claude Mouchard, accompagné d'un CD d'une lecture du poème par l'auteur, Editions Impeccables
- 2009, Ex-Voto, a thousand steps and more, traduit par Ryoko Sekiguchi, Éditions Les petits matins
- 2005, A drop of light, photographies, introduction de Jonas Mekas, postface de Pablo Duran, Editions Fage
- 2004, The Other Voice, traduit par Ryoko Sekiguchi, préfacé par Michel Deguy Éditions Caedere
- 2001, Antique observatoire, traduit par Claude Mouchard et Masatsugu Ono, illustration de Daniel Pommereulle, Collection R / Avant post
- 1999, Osiris, dieu de pierre, traduit et préfacé par Makiko Ueda et Claude Mouchard, Editions Circé

## Expositions et conférences
- 1990, Biennale de São Paulo
- 2000, 
  - lectures au Centre national d'art et de culture Georges-Pompidou, Paris
  - Strasbourg
  - Salon du livre 2012 de Paris, rencontre avec Patrick Chamoiseau

## Prix
- 2003, Purple Ribbon, Japon
- 2013, L’ordre du Soleil levant, Japon